# Marks gymnasieskola

Marks gymnasieskola är en kommunal gymnasieskola i  Skene i Marks kommun, öster om Göteborg.
Skolan har omkring 1200 elever och erbjuder 11 nationella program. Hösten 1994 startade Marks Idrottsgymnasium som en av de första lokala idrottsgymnasieskolorna i Sverige. Genom åren har pojkar och flickor fått en del av sin idrottsliga utbildning i kombination med gymnasiala studier här. Exempelvis basketproffsen Jonas Jerebko och Jonas Larsson, golfproffsen Charlotta Sörenstam och Niclas Fasth samt fotbollsspelarna Christian Hemberg och Adam Eriksson. Skolan är en del av Kunskapens hus som även inrymmer Arenahallen, med 2 hallar à 20x40 meter, badmintonbanor(12 stycken), basketplan, handbollsplan, innebandysarg och volleybollplan samt bastu och styrketräningslokal.

## Kända alumni
- Jan Björklund
- Adam Eriksson
- Niclas Fasth
- Christian Hemberg
- Pamela Jaskoviak
- Jonas Jerebko
- Jonas Larsson
- Charlotta Sörenstam
- America Vera-Zavala